# 桜 (小樽市)
桜（さくら）は、北海道小樽市の地名。桜1丁目から桜5丁目に分かれている。

## 地理
小樽市街地の東側に位置する。平磯岬から朝里川の間の国道5号より山側の地域で、斜面に広がる閑静な住宅街となっている。小樽市および札幌市のベッドタウンとして機能している。
東は朝里川を挟んで新光、西は若竹町及び潮見台、南は望洋台、北は船浜町と接する。

### 河川
- 熊碓川
- 朝里川

## 歴史
1870年（明治3年）熊碓村が成立。当時の村域は現在の桜の他、船浜町、望洋台、朝里川温泉の一部を含む地域であった。1902年（明治35年）4月、熊碓村、朝里村、張碓村、銭函村が合併し新たに朝里村となり二級町村制施行。当該地域は朝里村大字熊碓となる。1935年（昭和10年）から朝里村議会の決議を経て東小樽土地区画整理組合による土地区画整理が実施された。正式な地名についても、1939年（昭和14年）に朝里村大字熊碓から大字東小樽が分割されるが、翌1940年（昭和15年）9月には、朝里村が小樽市に合併しその一部となる。1943年（昭和18年）小樽市大字熊碓村と大字東小樽が小樽市船浜町、桜町、字豊倉へ分割される。うち桜町は山側に位置する。町名は一般公募によるものであり、当時の幹線道路の両側に八重桜が植えられていたことによる。その後、桜町から桜1-5丁目への町名変更、望洋台の分割、若竹町との境界変更等を経て現在の区域となっている。

## 交通

### バス
- 北海道中央バス（真栄営業所、おたもい営業所）
- ジェイ・アール北海道バス（札樽線）

### 道路
- 国道5号

## 施設

### 官公庁
- 小樽警察署桜交番

### 郵便局
- 小樽桜町郵便局

### 金融機関
- 北海道信用金庫桜支店

### 教育機関
国立海上技術学校
- 国立小樽海上技術学校

中学校
- 小樽市立桜町中学校

小学校
- 小樽市立桜小学校

### 宿泊施設
- 銀鱗荘

### 商業施設
- ラルズマート桜町店

## 催事
- 熊碓神社例大祭 - 7月上旬に行われる。